# Зміна мінералів
Зміна мінералів — сукупність процесів, які ведуть до перетворення мінералів. Зміна може бути фізичною (поява тріщин, обточування зерен та ін.), хімічною (альбітизація, мусковітизація тощо) та фізико-хімічною. Кристали змінюються внаслідок поліморфічних перетворень однієї і тієї ж хімічної сполуки, при зміні хімічного складу внаслідок дифузії речовини, при заміщені одного мінералу іншим тощо. При зміні мінералів одним з важливих процесів є розчинення кристалів мінералів. Зміна може відбуватися ще під час їх росту, але проявляється вже після їх остаточного утворення.

## Різновиди змін
- Гідратопіроморфізм — зміна мінералів і порід під впливом перегрітих водних розчинів.